# Округ Лиско
Округ Лиско (нем. Bezirk Lisko, Лисский уезд, пол. Powiat liski) — административная единица коронной земли Королевства Галиции и Лодомерии в составе Австро-Венгрии, существовавшая в 1867—1918 годах. Административный центр — Лиско (ныне Леско).
Граничит на севере с Добромильским районом, на северо-востоке с районом Старый Самбор, на юго-востоке с районом Турка, на юге с Венгерским королевством и на западе с районом Санок.
Площадь округа в 1879 году составляла 18,9846 квадратных миль (1092,378 км2), а население 69 873 человека. Округ насчитывал 161  населённый пункт, организованные в 157 кадастровых муниципалитетов. На территории округа действовало 4 районных суда — в Лиско, Устшики-Дольне, Балигруде и Лютовиске.
После Первой мировой войны округ вместе со всей Галицией отошёл к Польше.